# Aborre
Aborren (Perca fluviatilis) er en almindelig ferskvandsfisk i Danmark. Den findes i næsten alle søer og damme samt i mange vandløb. Langs Østersøens kyster og i mange fjorde går aborren ud i brakvand. Den findes i øvrigt over næsten hele Europa og det nordlige Asien.

## Udseende
En aborre bliver almindeligvis omkring 20-30 cm. Langs siderne har den 5-7 striber. Aborren bliver sjældent over 50 cm og 2 kg. Den vokser meget langsomt, hvilket betyder at en aborre på 40 cm oftest er mere end 10 år gammel.

### Gæller
Ligesom andre fisk ånder aborren gennem gæller. De fire gæller bagest i munden er dækket af gællelåg. Gællebladene er fyldt med blodårer, og de ligger, så de kan optage ilten i vandet. For at få frisk vand til gællerne sluger aborren hele tiden en mundfuld vand. Når den lukker munden, presses vandet bagud, så det kommer forbi gællerne og ud af gællelågene. Hvis den er et sted, hvor der ikke er planter, og vandet er stillestående, har den svært ved at få ilt.

## Levevis
Nogle aborrer holder sig på lavt vand, hvor der er mange planter, som den kan gemme sig mellem og finde de småfisk og insekter, som den lever af. Andre aborrer strejfer ude over søens barbund, og i større søer som Furesøen kan den leve pelagisk.
Om vinteren opholder aborren sig, hvor der er dybere og vandet ikke så let bundfryser. Omkring april/maj, når vandet er 7-8 grader, kommer den ind på lavt vand for at gyde. I mange søer foregår gydningen også på dybere vand. En lille hun gyder ca. 4.000 æg, mens en stor hun kan nå op på 300.000 æg. En gydende hun følges af en eller flere hanner, der befrugter æggene. De måler cirka 2 mm og afgives i et meterlangt og næsten 15 cm bredt sammenhængende bånd, der hænger som en guirlande over trærødder og andre fremspring langs bredden.
Mange af æggene bliver ædt af søens andre dyr. Efter 2-3 uger klækkes ungerne og er ca. 6 mm lange. Hvis de lever i en sø, hvor der er føde nok, varer det 2-5 år, før de er kønsmodne. På det tidspunkt er aborren 15-20 cm lang. Men hvis de vokser op i en sø, hvor der mangler føde måske på grund af forurening, bliver aborren kønsmoden 7-10 cm lang, og alderen kan være 5-6 år. Disse aborrer kaldes for tusindbrødre.
Blandt aborrens naturlige fjender er gedden og sandarten.

## Sportsfisk
Aborren er en yndet fisk for lystfiskere. De fleste lystfiskerfangede aborrer er 500 g eller derunder. En aborre på 500 g er en fin fangst. En aborre over 1000 g er en rigtig stor fisk, også kaldet en specimen-fisk. Aborrer over 2 kg er en uhyre sjælden fangst. Danmarksrekorden er 2.785 gram.
I saltvand (brakvand) er mindstemålet 20 cm.

## Billeder
- Aborre, ved en udstilling i Prag.
- Tegning af aborre fra "Iduns kokbok" af Elisabeth Östman, 1911.